# Ладария, Георгий Владимирович
Георгий Владимирович Ладария (груз. გიორგი ვლადიმერ ძე ლადარია; укр. Георгій Володимирович Ладарія; 9 сентября 1979, Абхазская АССР, СССР) — грузинский, российский и украинский футболист, нападающий.

## Карьера
Профессиональную карьеру начал в новороссийском «Черноморце», за который в высшем дивизионе дебютировал 20 апреля 1996 года в выездном матче 8-го тура против «Ростсельмаша», выйдя на 79-й минуте матча вместо Льва Майорова, став одним из самых молодых игроков, дебютировавших в Высшем эшелоне российского футбола. В том сезоне провёл 8 матчей за «Черноморец-Д», выступавший в третьей лиге. С 1997 по 1999 годы играл за украинский «Оболонь-ПВО» из Киева. Далее играл за грузинский «Колхети» Хоби. Завершил профессиональную футбольную карьеру в «Фабусе».

## Криминальная жизнь
В 2002 году Георгий Ладария в Москве был приговорён к семи годам за разбой и незаконное хранение оружия. Отсидел весь срок. В 2011 году в Адлере получил восемь месяцев за хранение наркотиков. После того как вышел из тюрьмы, перебрался в Северодвинск, где подозревался в руководстве «шаманинской» ОПГ. В апреле 2014 года в Северодвинске был осужден на год за грабёж. После того, как его заключили под стражу, в руководстве ОПГ его заменил Николай Севастьянов.